# Challenger de Mallorca 2023
El torneo Rafa Nadal Open 2023, denominado por razones de patrocinio Rafa Nadal Open by Movistar fue un torneo de tenis perteneció al ATP Challenger Tour 2023 en la categoría Challenger 75. Se trató de la 5.ª edición; el torneo tuvo lugar en la ciudad de Mallorca (España), desde el 29 de agosto hasta el 3 de septiembre de 2023 sobre pista dura al aire libre.

## Jugadores participantes del cuadro de individuales
| Favorito | País               | Jugador             | Rank1 | Posición en el torneo |
| -------- | ------------------ | ------------------- | ----- | --------------------- |
| 1        | Bandera de Chile   | Tomás Barrios       | 120   | Primera ronda         |
| 2        | Bandera de Serbia  | Hamad Medjedovic    | 145   | CAMPEÓN               |
| 3        | Bandera de Francia | Antoine Escoffier   | 157   | Cuartos de final      |
| 4        | Bandera de Suecia  | Elias Ymer          | 171   | Primera ronda         |
| 5        | Bandera de Italia  | Mattia Bellucci     | 184   | Cuartos de final      |
| 6        | Bandera de Suiza   | Alexander Ritschard | 185   | Primera ronda         |
| 7        | Bandera de Francia | Harold Mayot        | 211   | FINAL                 |
| 8        | Bandera de Italia  | Federico Gaio       | 216   | Primera ronda         |

- 1 Se ha tomado en cuenta el ranking del 21 de agosto de 2023.

### Otros participantes
Los siguientes jugadores recibieron una invitación (wild card), por lo tanto ingresan directamente al cuadro principal (WC):
- Martín Landaluce
- Yaroslav Demin
- Coleman Wong

Los siguientes jugadores ingresan al cuadro principal tras disputar el cuadro clasificatorio (Q):
- Daniel Cukierman
- Damir Džumhur
- Gastão Elias
- Peter Gojowczyk
- Maxime Janvier
- Adrià Soriano Barrera

## Campeones

### Individual Masculino
- Hamad Medjedovic derrotó en la final a  Harold Mayot, 6–2, 4–6, 6–2

### Dobles Masculino
- Daniel Cukierman /  Joshua Paris derrotaron en la final a  Sriram Balaji /  Ramkumar Ramanathan, 6–4, 6–4